# Парагвай (река)
Парагвай (на португалски: Rio Paraguai; на испански: Río Paraguay) е голяма река в Южна Америка, протичаща през Бразилия, Боливия, Парагвай и Аржентина, десен приток на Парана. Дължината ѝ е 2695 km, а площта на водосборния басейн – 1 120 154 km² (43,36% от водосборния басейн на Парана).

## Извор, течение, устие
Река Парагвай води началото си под името Амолар, а след това Парагуайзиньо, на 537 m н.в., от южния склон на платото Мато Гросо, в южната част на бразилския щат Мато Гросо. По цялото си протежение тече в южна посока, като в горното си течение в един малък участък (между езерата Убераба и Гайба) и преди устието на река Тукавака е гранична река между Бразилия и Боливия, в средното (между устията на реките Тукавака и Апа) – между Бразилия и Парагвай и в долното (между устието на Рио Пилкомайо и устието си) – между Парагвай и Аржентина. След устието на десния си приток Сантана, вече под името Парагвай преодолява крайните южни участъци на платото Мато Гросо и пресича от север на юг обширната и заблатена падина Пантанал. Тук реката образува няколко големи езерни разширения (езерата Убераба, Гайба, Мандьоре и др.), разделя се на ръкави (Набилеки и др.) и силно меандрира. В този участък ширината ѝ достига 350 – 600 m. От устието на левия си приток Апа тече през най-ниската, най-влажната и заблатена част на равнината Гран Чако, където също се дели на ръкави, протоци и образува множество временни пясъчни острови, плитчини и езера-старици. Тук ширината ѝ достига 1 – 1,5 km, а дълбочината 10 – 20 m. При аржентинския град Пасо де ла Патрия (в провинция Кориентес), на границата между Парагвай и Аржентина, на 47 m н.в. се влива отдясно в река Парана.

## Притоци
В горното и средно течение притоците на Парагвай са предимно къси, а в долното нейните десни притоци Рио Пилкомайо и Рио Бермехо са много дълги и водят началото си от Боливийските Анди. Основни притоци: леви – Куяба (980 km), Такуари (842 km), Миранда (490 km), Апа (380 km), Акидабан (250 km), Ипане (282 km), Жежуи Гуасу (263 km), Тебикуари (360 km); десни – Сепотуба, Кабасал, Жауру (390 km), Кориша Гранди, Тукавака, Мело, Гонсалес, Сан Карлос, Рио Верде, Сиете Пунтас, Монте Линдо, Рио Пилкомайо (2426 km), Монте Линдо Гранде, Пилага, Риачо Саладо, Рио Бермехо (1450 km).

## Хидрология
По време на сухия сезон (юли и август) много от реките в басейнът ѝ пресъхват и само най-големите ѝ притоци внасят своите води в нея. През пролетта и особено през лятото, в сезона на дъждовете (от октомври до април), всичките реки във водосборният ѝ басейн стават пълноводни и широко се разливат, като заливат обширни пространства. Високите води на нейните притоци достигат до нея чак през май и юни и Парагвай се превръща в широка и пълноводна река. Поради тази причина в долното си течение тя е пълноводна почни целогодишно. Средният годишен отток при град Асунсион (столицата на Парагвай) е 2940 m³/s, а в устието – около 4000 m³/s.

## Стопанско значение
Река Парагвай се явява главната транспортна артерия на държавата Парагвай. Регулярното удълбаване на коритото ѝ позволява на морски съдове да се изкачват до Асунсион, на речни кораби с газене до 2 m – до парагвайския град Консепсион, а на по-малки речни съдове – до бразилския град Корумба.